# Laurentius-Kapelle (Küstelberg)

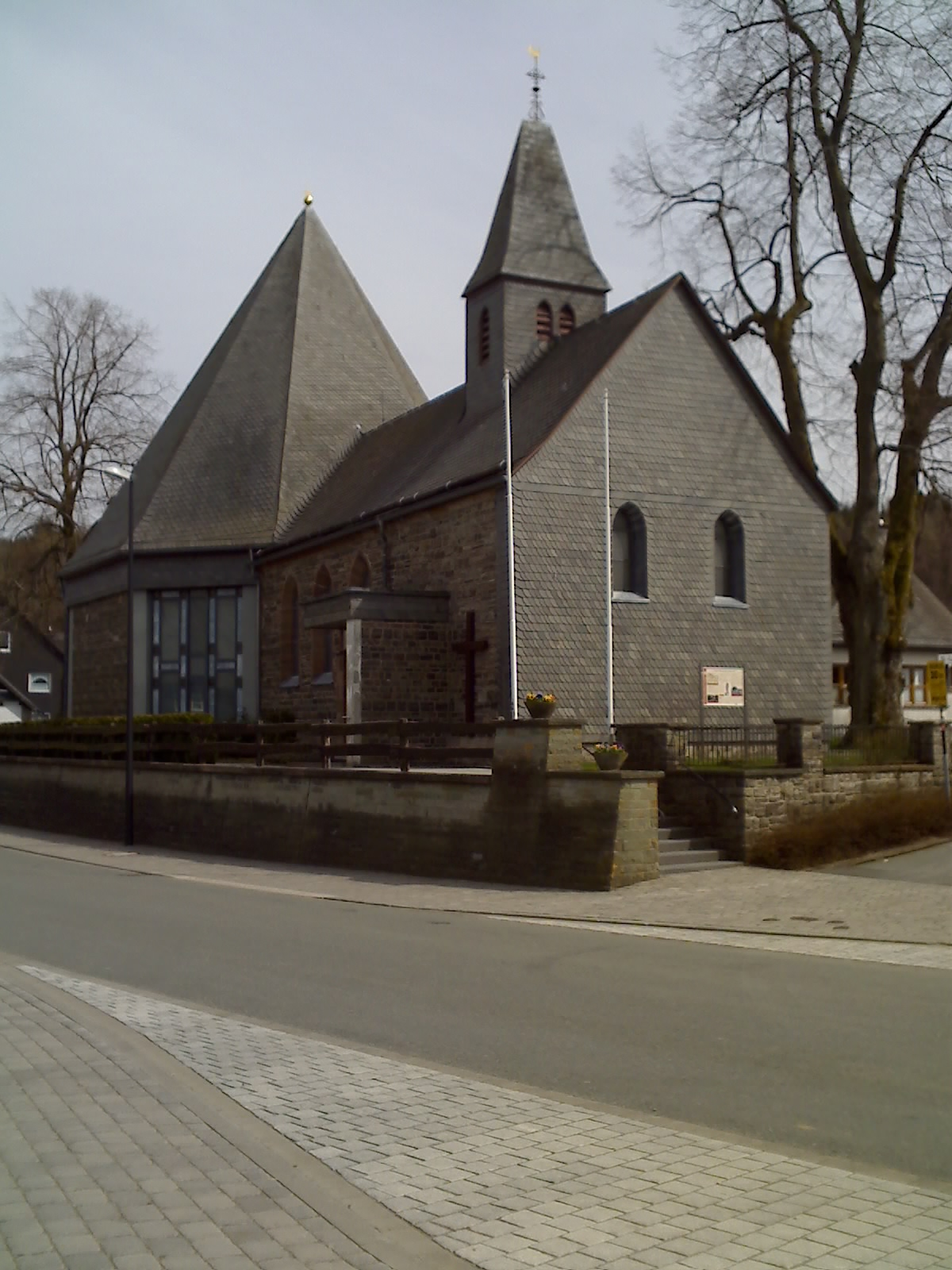
Kapelle

Die katholische Laurentius-Kapelle ist ein Kirchengebäude in Küstelberg, einem Ortsteil von Medebach im Hochsauerlandkreis, Nordrhein-Westfalen. Deren Ursprünge reichen bis ins Mittelalter zurück. In ihrer jetzigen Form wurde die Kapelle im Jahr 1885 errichtet.

## Geschichte und Entwicklung
Ursprünglich gehörte zum Augustinerinnenkloster Küstelberg eine Kapelle welche 1152 erbaut wurde, an der auch nach der Übersiedlung der Nonnen nach Glindfeld bis weit ins 14. Jahrhundert hinein ein Priester die Messe zelebrierte. Eine Zeitlang lag der Ort wüst, wurde aber in der Neuzeit wieder neu besiedelt. In der Mitte des 18. Jahrhunderts wurde eine im Dreißigjährigen Krieg zerstörte Marienkirche durch
eine neue Kapelle ersetzt. Der Pastor von Winterberg weihte dort im Jahr 1736 den neu erbauten Altar. Diese war bis 1885 das Gotteshaus von Küstelberg. Sie wich schließlich der Laurentiuskapelle.
Die alte Kapelle war einschiffig mit einem 3/8-Schluss. Über dem westlichen Dachwalm befand sich ein Glockentürmchen. Sie wurde 1885 abgebrochen und im neugotischen Stil neu aufgebaut. Um das Gebäude herum befindet sich ein Friedhof. Der sechseckige, helle Anbau mit einem großen Kirchenfenster wurde 1973 errichtet. In dem Anbau wurden Steine des alten Klosters verbaut.